# Kanton Chalon-sur-Saône-3
Der Kanton Chalon-sur-Saône-3 ist seit 2015 ein französischer Wahlkreis im Département Saône-et-Loire in der Region Bourgogne-Franche-Comté. Er umfasst zwei Gemeinden im Arrondissement Chalon-sur-Saône und hat seinen Hauptort (frz.: bureau centralisateur) in Chalon-sur-Saône. 

## Gemeinden
Der Kanton besteht aus zwei Gemeinden und Gemeindeteilen mit insgesamt 18.688 Einwohnern (Stand: 1. Januar 2022) auf einer Gesamtfläche von 16,70 km²:
| Gemeinde                  | Einwohner 1. Januar 2022 | Fläche km² | Dichte Einw./km² | Code INSEE | Postleitzahl |
| ------------------------- | ------------------------ | ---------- | ---------------- | ---------- | ------------ |
| Chalon-sur-Saône          | 12.483                   | 4,15       | 3.008            | 71076      | 71100        |
| Châtenoy-le-Royal         | 6.205                    | 12,55      | 494              | 71118      | 71880        |
| Kanton Chalon-sur-Saône-3 | 18.688                   | 16,70      | 1.119            | 7107       | –            |

1. ↑   Nur der westliche Teil der Gemeinde, der Rest verteilt sich auf die Kantone Chalon-sur-Saône-1 und Chalon-sur-Saône-2.